# 25ª Armata combinata
La 25ª Armata combinata (in russo 25-я общевойсковая армия?, 25-ja obščevojskovaja armija) è una formazione delle Forze terrestri russe, facente parte del Distretto militare centrale e con sede a Ekaterinburg.

## Storia
L'armata ha iniziato a essere formata nel maggio 2023 nell'Estremo oriente russo, durante l'invasione russa dell'Ucraina, ed è composta perlopiù da coscritti provenienti dalla Buriazia, dall'oblast' di Irkutsk, dalla Baschiria e dal Tatarstan. A settembre è stata affrettatamente schierata al fronte nell'oblast' di Luhans'k al fine di consentire il trasferimento di unità esperte come la 76ª Divisione d'assalto aereo delle guardie nella regione di Zaporižžja per contrastare la controffensiva ucraina.

## Ordine di battaglia
- 67ª Divisione fucilieri motorizzata (unità militare 11720)
  -  31º Reggimento fucilieri motorizzato "Baškorostan" (unità militare 12271)
  -  36º Reggimento fucilieri motorizzato (unità militare 12274)
  -  37º Reggimento fucilieri motorizzato (unità militare 12273)
  -  19º Reggimento corazzato (unità militare 12322)
  -  83º Reggimento artiglieria semovente (unità militare 12265)
  - Unità di supporto
- 11ª Brigata corazzata (unità militare 11744)
- 164ª Brigata fucilieri motorizzata "Alejsk" (unità militare 11740)
- 169ª Brigata fucilieri motorizzata (unità militare 11741)
- 73ª Brigata artiglieria (unità militare 11743)
- 26ª Brigata comando (unità militare 23617)
- 157ª Brigata logistica
- 45º Reggimento missilistico contraereo (unità militare 47045)
- 20º Battaglione genio (unità militare 4З784)
- 48ª Unità topografica
- 25º Distaccamento operazioni speciali
- 176º Distaccamento difesa NBC
- 181º Posto di comando difesa contraerea
- 552º Centro di comando intelligence
- 963ª Compagnia supporto

## Comandanti
- Maggior generale Andrej Serickij (2023 - 2024)[3]
- Maggior generale Rustam Jusupov (2024 - in carica)[4]